# Seznam slovenskih flavtistov
Seznam slovenskih flavtistov.

## A
Ana Mlakar 

## B
Martin Belič -
Vita Benko -
Anja Brglez -
Neva Beriša -
Boris Bizjak -
Anja Burnik -

## C
Maša Cilenšek

## Č
Boris Čampa

## D
Matjaž Debeljak - Silvia Di Marino -
Gašper Dolgan -
Tjaša Dykes

## F
Jana Fajdiga - Doroteja Feguš

## G
Karin Garb - Alenka Goršič -
Irena Grafenauer -
Matej Grahek -
Asja Grauf -
Barbara Gorše -
Polona Gontarev -
Agata Gojkošek - Zala Gvardjančič

## H
Liza Hawlina - Pija Hočevar

## I
Marija Ignjatović -

## K
Aleš Kacjan - Doris Kodelja -
Nina Kodrič -
Tinkara Kovač -
Mateja Kremljak -
Eva-Nina Kozmus - Marta Kuzmanovski Koberski - Cveto Kobal - Valerija Kamplet, Sanja Krajnc, Maša Kuhar, Grega Kejžar

## M
Ana Marinkovič-
Nataša Paklar Marković -
-Jernej Marinšek -Jana Mlakar Močilnik -

## N
Jasna Nadles - Katarina Nagode -
Jerca Novak - Vita Novak

## O
Maja Osojnik

## P
Miloš Pahor - Dina Pajk -
Milena Perič -
Rudi Pok -
Elena Hribernik Polajnar -
Melanija Pintar - Anita Prelovšek -
Neža Prešeren

## R
Klemen Ramovš - Veronika Ramovš -
Maja Robinšak -
Irena Rovtar -
Fedja Rupel -

## S
Eva Slana -
Mojca Sok -

## Š
Karolina Šantl Zupan - 
Špela Šnofl -
Jasmina Šubic

## T
Anamarija Tomac Krečič

## V
Simona Vake -
Alja Velkaverh Roskams -
Vanja Ivankovič -

## U
Brina Unuk

## Z
Ana Zajc - Jurka Zoroja -
Adnan Zubčević -
Matej Zupan -
Alenka Zupan - Neža Zupanc

## Ž
Luka Železnik